# Pueblo Nuevo, Guanajuato
Pueblo Nuevo là một đô thị thuộc bang Guanajuato, México. Năm 2005, dân số của đô thị này là 9750 người.